# Aba (Olba)
Aba war um die Mitte des 1. Jahrhunderts v. Chr. die Regentin der Stadt Olba in Kilikien (in der heutigen Türkei). Sie war die Tochter des Zenophanes, der in der Landschaft Tracheiotis die Tyrannis ausgeübt hatte. Die ägyptische Herrscherin Kleopatra VII. und der römische Triumvir Marcus Antonius unterstützten Abas Herrschaft. Später wurde Aba zwar entmachtet, doch übten ihre Nachfahren weiterhin für einige Zeit die Regierung über Olba aus.